# Otto Ewald (Kameramann)
Otto Ewald (* 28. Mai 1900 in Koblenz; † 1934) war ein deutscher Kameramann. 
Ewald war der Kameramann des Stummfilms „Luther. Ein Film der deutschen Reformation“, der nach seiner Uraufführung 1927 zu Kontroversen zwischen den Konfessionen geführt hat und einige Eingriffe der Zensur nach sich zog. Der Film wurde Anfang des 21. Jahrhunderts vom Bundesarchiv Koblenz restauriert und digital überarbeitet. 
Von 1929 bis 1930 fotografierte Ewald eine Reihe von Lehrfilmen für Medizinstudenten, die von der Ewald Film GmbH (Berlin) produziert wurden. Er war Mitglied im Kamerateam von Sepp Allgeier in dem  Propagandafilm Ewiger Wald, der 1936 veröffentlicht worden ist.

## Filmografie (Auswahl)
- 1927: Luther. Ein Film der deutschen Reformation, Stummfilm, Regie: Hans Kyser
- 1929: Die Herstellung einer totalen Prothese nach Methode Professor Gysi, ein Lehrfilm (Stummfilm)[3]
- 1932: Zinsknechtschaft. Kurzfilm